# Miguel Ángel Ponce
Miguel Ángel Ponce Briseño (Sacramento, 1989. április 12. –) egy amerikai születésű mexikói válogatott labdarúgó, jelenleg a Guadalajara védője. Tagja volt annak a csapatnak, amely Mexikó történetének 13. olimpiai aranyérmét szerezte.

## Pályafutása

### Klubcsapatokban
A mexikói első osztályú bajnokságban 2010. április 24-én mutatkozott be, amikor csapata, a Chivas Guadalajara egy 1–1-es döntetlent ért el a Cruz Azul vendégeként.

### Mérkőzései a válogatottban
| Mexikó | Mexikó              | Mexikó                                    | Mexikó           | Mexikó   | Mexikó              | Mexikó                         | Mexikó | Mexikó  |
| #      | Dátum               | Helyszín                                  | Hazai            | Eredmény | Vendég              | Kiírás                         | Gólok  | Esemény |
| ------ | ------------------- | ----------------------------------------- | ---------------- | -------- | ------------------- | ------------------------------ | ------ | ------- |
| 1.     | 2011. július 8.     | Mendoza, Estadio Malvinas Argentinas      | Peru             | 1 – 0    | Mexikó              | Copa América, csoportkör       | 0      | 73'     |
| 2.     | 2011. július 12.    | La Plata, Estadio Ciudad de La Plata      | Uruguay          | 1 – 0    | Mexikó              | Copa América, csoportkör       | 0      | 70'     |
| 3.     | 2013. július 11.    | Seattle, CenturyLink Field                | Mexikó           | 2 – 0    | Kanada              | CONCACAF-aranykupa, csoportkör | 0      | 72'     |
| 4.     | 2013. július 14.    | Denver, Sports Authority Field            | Martinique       | 1 – 3    | Mexikó              | CONCACAF-aranykupa, csoportkör | 1      | 88' 90' |
| 5.     | 2014. január 29.    | San Antonio, Alamodome                    | Mexikó           | 4 – 0    | Dél-Korea           | barátságos                     | 0      | 45'     |
| 6.     | 2014. április 2.    | Glendale, University of Phoenix Stadium   | Egyesült Államok | 2 – 2    | Mexikó              | barátságos                     | 0      | 67' 72' |
| 7.     | 2014. május 28.     | Mexikóváros, Estadio Azteca               | Mexikó           | 3 – 0    | Izrael              | barátságos                     | 0      | 59'     |
| 8.     | 2014. június 3.     | Chicago, Soldier Field                    | Mexikó           | 0 – 1    | Bosznia-Hercegovina | barátságos                     | 0      |         |
| 9.     | 2014. szeptember 6. | Santa Clara, Levi’s Stadion               | Mexikó           | 0 – 0    | Chile               | barátságos                     | 0      | 65'     |
| 10.    | 2014. szeptember 9. | Commerce City, Dick's Sporting Goods Park | Mexikó           | 1 – 0    | Bolívia             | barátságos                     | 0      | 83'     |
| 11.    | 2014. november 12.  | Amszterdam, Amsterdam ArenA               | Hollandia        | 2 – 3    | Mexikó              | barátságos                     | 0      | 88'     |
| 12.    | 2014. november 18.  | Bariszav, Bariszav Aréna                  | Fehéroroszország | 3 – 2    | Mexikó              | barátságos                     | 0      | 69'     |
|        | Összesen            |                                           |                  | 12       | mérkőzés            |                                | 1      | gól     |

## Sikerei, díjai
Mexikó
- Olimpiai bajnok (1): London, 2012

CD Guadalajara
- Mexikói bajnok (1): 2017 Clausura[1]